# Villeneuve VD
Villeneuve je obec na jihozápadě Švýcarska, v okrese Aigle v kantonu Vaud. Žije zde přibližně 5 800 obyvatel.

## Geografie

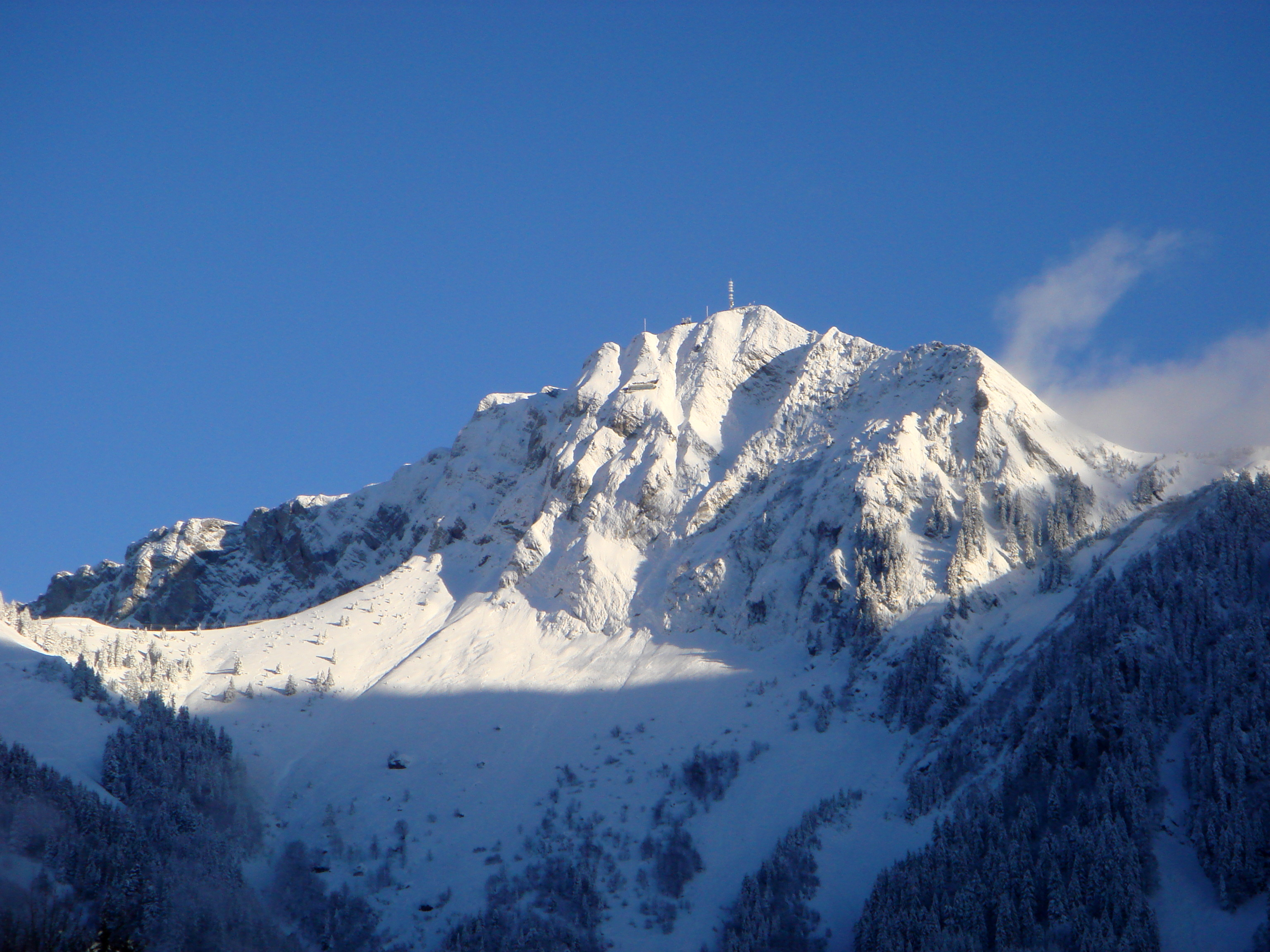
Rochers de Naye

Villeneuve leží v nadmořské výšce 375 m, vzdušnou čarou 9 km severoseverozápadně od okresního města Aigle a 4 km jižně od města Montreux. Historické městečko se rozkládá na východním břehu Ženevského jezera, napravo od ústí řeky Eau Froide, na okraji Rhônské nížiny a na úpatí Vaudských Alp.
Území obce o rozloze 32,1 km² zahrnuje část na východním břehu Ženevského jezera (asi 1,5 km jezerního pobřeží) a Vaudské Alpy. Západní hranici tvoří břeh jezera a dolní tok kanalizované řeky Eau Froide; zde má Villeneuve malý podíl na rovině Rhôny. Na jihu se oblast rozprostírá přes extrémně strmý les a skalnatý svah Mont d’Arvel až k hornímu toku horského potoka Eau Froide.
Na východě zasahuje území obce do velmi reliéfní oblasti Vaudských Alp po obou stranách údolí potoka Tinière. Tento potok, který se severně od Villeneuve vlévá suťovým kuželem do Ženevského jezera, je na jihu ohraničen masivem Malatraix a vrcholem Pointe d’Aveneyre (2026 m n. m.), na východě průsmykem Col de Chaude (1621 m n. m.) a na severu Les Dentaux (1714 m n. m.) a Rochers de Naye (nejvyšší bod Villeneuve 2042 m n. m.). V blízkosti Rochers de Naye se nachází alpská zahrada Rambertia, založená v roce 1896. Východně od Col de Chaude se nachází oblast Alp Chaude v údolí Ruisseau de Chaude mezi dvěma hřebeny Rochers de Naye a Pointe d’Aveneyre. Stejně jako oblast Ayerne leží tato alpská oblast mimo hlavní evropské rozvodí v povodí Rýna. Na východě zasahuje úzký pás území obce až k přehradním hrázím jezera Lac de l’Hongrin, které je odvodňováno Hongrinem do Sány. V roce 1997 bylo 8 % území obce pokryto zastavěnou plochou, 53 % lesy a lesními porosty, 26 % zemědělskou půdou a něco přes 13 % neproduktivní půdou.
Villeneuve zahrnuje rozsáhlou obchodní a průmyslovou oblast v rovině na úpatí Mont d’Arvel jihovýchodně od města, jižní část osady Grandchamp na hranici s Veytaux, vesnice Le Crêt (439 m n. m.) a Valeyre (485 m n. m.) na skále Tinière, Plan Cudrey (595 m n. m.) v údolí Tinière a několik jednotlivých farem. Sousedními obcemi Villeneuve jsou Veytaux, Rossinière, Château-d’Oex, Ormont-Dessous, Corbeyrier, Roche, Rennaz a Noville.

## Historie

Villeneuve (počátek 19. století)

Villeneuve má velmi dlouhou historii osídlení. V oblasti Le Châtelard východně od Villeneuve byly v jeskyni Grotte du Scex objeveny stopy osídlení z konce paleolitu. Jedná se o nejstarší stopy lidské činnosti v kantonu Vaud. V době Keltů se zde nacházela osada Pennelucos, která byla osídlena i v době římské. Tehdy se nacházela na důležité obchodní cestě, která vedla z Aventicum (Avenches) přes Octodurum (Martigny) přes Velký Svatobernardský průsmyk do Itálie. Z římského období se zde však nezachovaly téměř žádné pozůstatky.
První písemná zmínka z novější doby pochází z roku 1005 pod názvem in villa Compendiaco, odvozeným od římského rodového jména Compendius. Později se objevily názvy Compengiez (1166), Compengie (1207) a Compesie v roce 1248.

Letecký pohled (1962)

Nové město Villeneuve založil v roce 1214 hrabě Tomáš I. Savojský pod názvem Villanova Chillionis (francouzsky la ville neuve de Chillon) na místě vesnice Chillon a udělil mu listinu svobody. To Savojským umožnilo upevnit své postavení na východním břehu Ženevského jezera. Villeneuve se rychle vyvinulo v prosperující obchodní centrum a přestupní bod z námořní na pozemní dopravu. Sloužilo jako savojský vojenský přístav s válečnými galérami a loděnicí.
Během burgundských válek (1476) bylo Villeneuve vydrancováno konfederáty a částečně vypáleno. Město však zůstalo v držení Savojských, ale ztratilo velkou část svého významu. Teprve když Bern v roce 1536 dobyl Vaud, přešlo Villeneuve pod správu panství Vevey. Po pádu Staré konfederace patřilo městečko v letech 1798–1803 v období helvétského soustátí ke kantonu Léman, který byl poté, když vstoupila v platnost Ústava o zprostředkování, sloučen s kantonem Vaud. V roce 1798 bylo Villeneuve přiřazeno k okresu Aigle.
V první polovině 19. století zažilo Villeneuve nový hospodářský rozmach v důsledku nástupu turistického ruchu. Pobývala zde řada slavných osobností, například Victor Hugo, Richard Wagner, Horatio Kitchener a Romain Rolland. Městečko může mezi své čestné občany počítat i Oskara Kokoschku.
Obec je součástí Švýcarského kulturního dědictví. Od roku 2012 jsou výšiny obce součástí přírodního parku Gruyère Pays-d’Enhaut.

## Obyvatelstvo
| Vývoj počtu obyvatel | Vývoj počtu obyvatel | Vývoj počtu obyvatel | Vývoj počtu obyvatel | Vývoj počtu obyvatel | Vývoj počtu obyvatel | Vývoj počtu obyvatel | Vývoj počtu obyvatel | Vývoj počtu obyvatel | Vývoj počtu obyvatel | Vývoj počtu obyvatel | Vývoj počtu obyvatel | Vývoj počtu obyvatel | Vývoj počtu obyvatel | Vývoj počtu obyvatel | Vývoj počtu obyvatel | Vývoj počtu obyvatel |
| -------------------- | -------------------- | -------------------- | -------------------- | -------------------- | -------------------- | -------------------- | -------------------- | -------------------- | -------------------- | -------------------- | -------------------- | -------------------- | -------------------- | -------------------- | -------------------- | -------------------- |
| Rok                  | 1850                 | 1860                 | 1870                 | 1880                 | 1888                 | 1900                 | 1910                 | 1920                 | 1930                 | 1941                 | 1950                 | 1960                 | 1970                 | 1980                 | 1990                 | 2000                 |
| Počet obyvatel       | 1161                 | 1516                 | 1493                 | 1334                 | 1456                 | 1751                 | 2086                 | 1830                 | 2078                 | 1808                 | 1989                 | 2366                 | 3705                 | 3573                 | 4026                 | 4180                 |

V roce 2008 bylo v obce 36,2 % cizích státních příslušníků. Během let 1999–2009 došlo ke zvýšení populace obce o 17,7 %. Podle údajů z roku 2000 mluvilo 79,4 % obyvatel francouzsky.

## Hospodářství

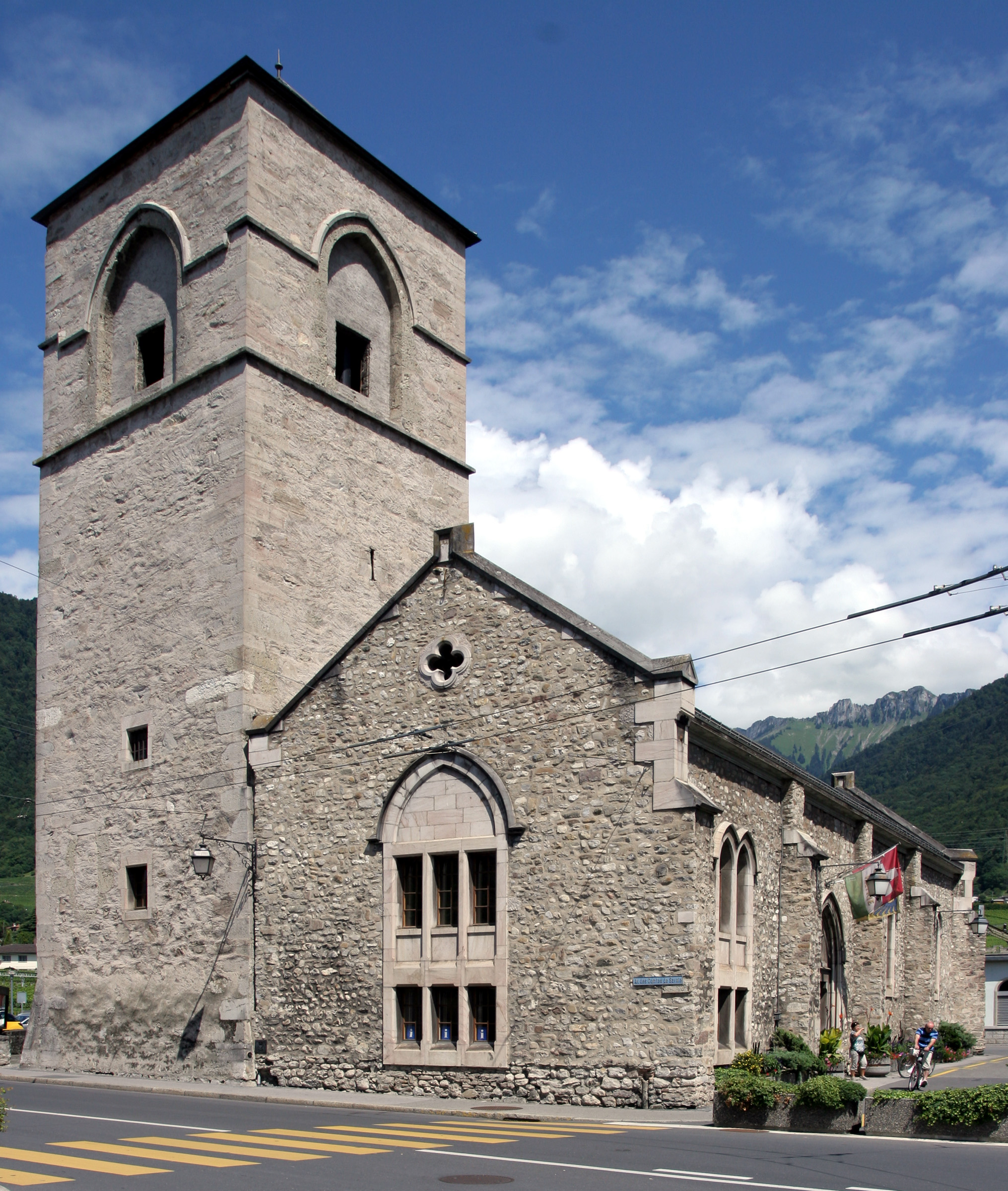
Stará radnice

Od středověku žilo Villeneuve z obchodu na cestě údolím Rhôny a z lodní dopravy na Ženevském jezeře. Dlouhou dobu bylo městečko charakteristické zemědělstvím, kde se zpracovávaly a obchodovaly zemědělské produkty z okolí. V první polovině 19. století se Villeneuve zapojilo také do rozvíjejícího se turistického ruchu na Vaudské riviéře. Prvním otevřeným hotelem byl v roce 1841 Hôtel Byron na břehu jezera.
V současnosti hraje zemědělství v obživě obyvatel jen malou roli. Na sutích Tinière se pěstuje asi 50 hektarů vinic, zatímco výše položené oblasti jsou vhodné pro chov dobytka a mlékárenství. Důležitou roli však hraje průmyslové odvětví. Na úpatí hory Mont d’Arvel se nacházejí lomy, v nichž se těžily bloky kamene (Marbre d’Arvel) z vápence Echinodermen, který se zde nachází a který se nyní používá především k výrobě podsypu pro železniční tratě. Kámen byl použit na ojedinělé sochařské objekty a na úpravu fasád mnoha budov v oblasti Lausanne, ale také ve Spolkovém paláci v Bernu na výzdobu interiérů, například na režné zdivo podstavce skupiny Rütli.
Obchodní a průmyslová oblast v rovině mezi železnicí a dálnicí zahrnuje také dílny přesného strojírenství, železářství, výrobu oken a nápojový a nábytkářský průmysl. V obci je závod firmy Bombardier vyrábějící vlaky. Řada dalších pracovních míst je k dispozici v sektoru služeb (včetně hotelnictví a gastronomie).
V posledních desetiletích vznikly nové čtvrti rodinných domů, zejména na severní straně suťového kužele Tinière. Díky své atraktivní poloze se Villeneuve rozvinulo také v rezidenční obec. Mnoho zaměstnanců proto dojíždí za prací především do regionu Vevey-Montreux.

## Doprava

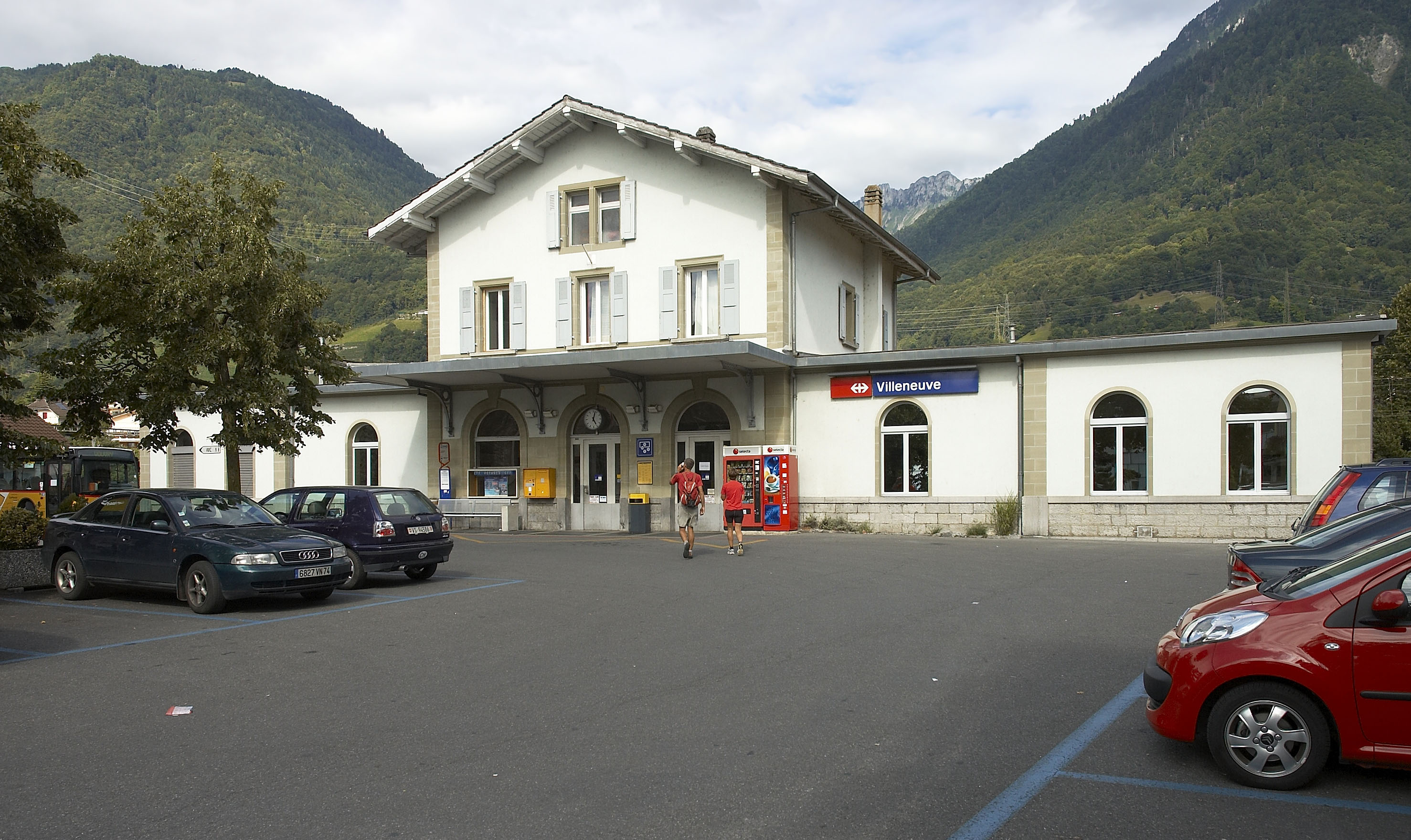
Železniční stanice Villeneuve

Obec má velmi dobré dopravní spojení. Leží na hlavní silnici č. 9, která vede z Lausanne přes Montreux do Valais. Nejbližší nájezd na dálnici A9 (Lausanne–Sion), která byla otevřena v roce 1970 a prochází obcí, je vzdálen asi dva kilometry od centra obce.
Úsek železniční trati Villeneuve–Bex z Lausanne do Valais (Simplonská dráha) byl otevřen 10. června 1857. Přibližně o čtyři roky později, 2. dubna 1861, bylo zprovozněno také severní pokračování trati do Lausanne.
Koncem roku 1900 se mezi Chillonem a Villeneuve uskutečnily ukázkové jízdy elektrickým vozíkem. Jednalo se o první použití trolejbusu ve Švýcarsku. Od roku 1903 byla trasa obsluhována tramvají Chillon-Byron-Villeneuve. Tu zase v roce 1958 nahradil trolejbus Vevey–Villeneuve, který provozuje dopravní podnik Transports publics Vevey-Montreux-Chillon-Villeneuve (VMCV). Další spojení zajišťuje autobusová linka z Villeneuve do Vouvry. Villeneuve je také spojeno s mnoha dalšími obcemi na břehu jezera osobní lodní dopravou po Ženevském jezeře.

## Osobnosti
- Romain Rolland
- Oskar Kokoschka

## Fotogalerie

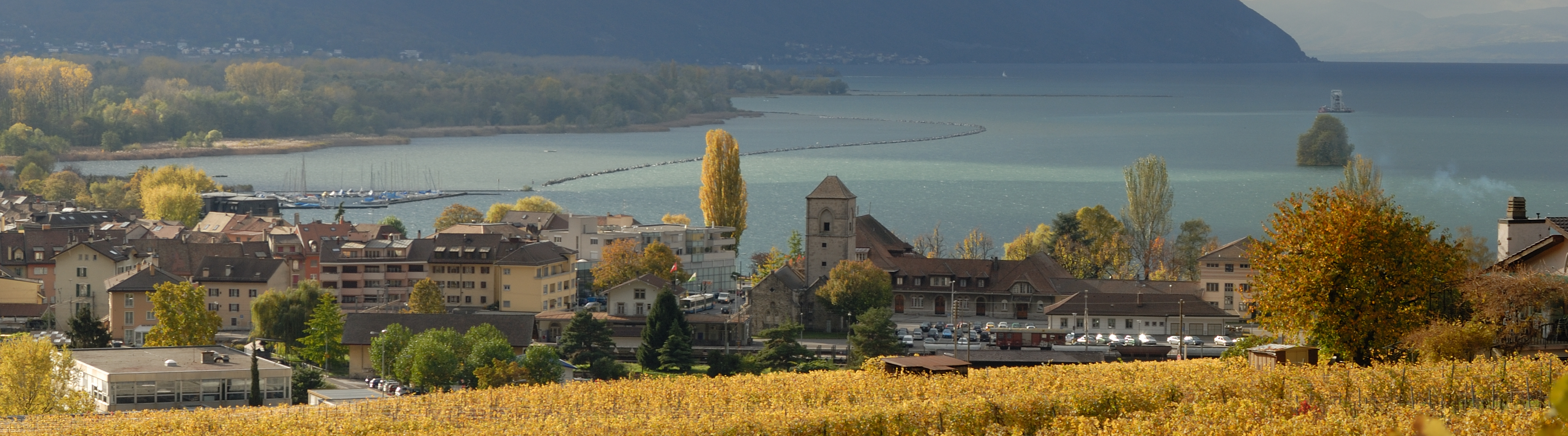
Villeneuve
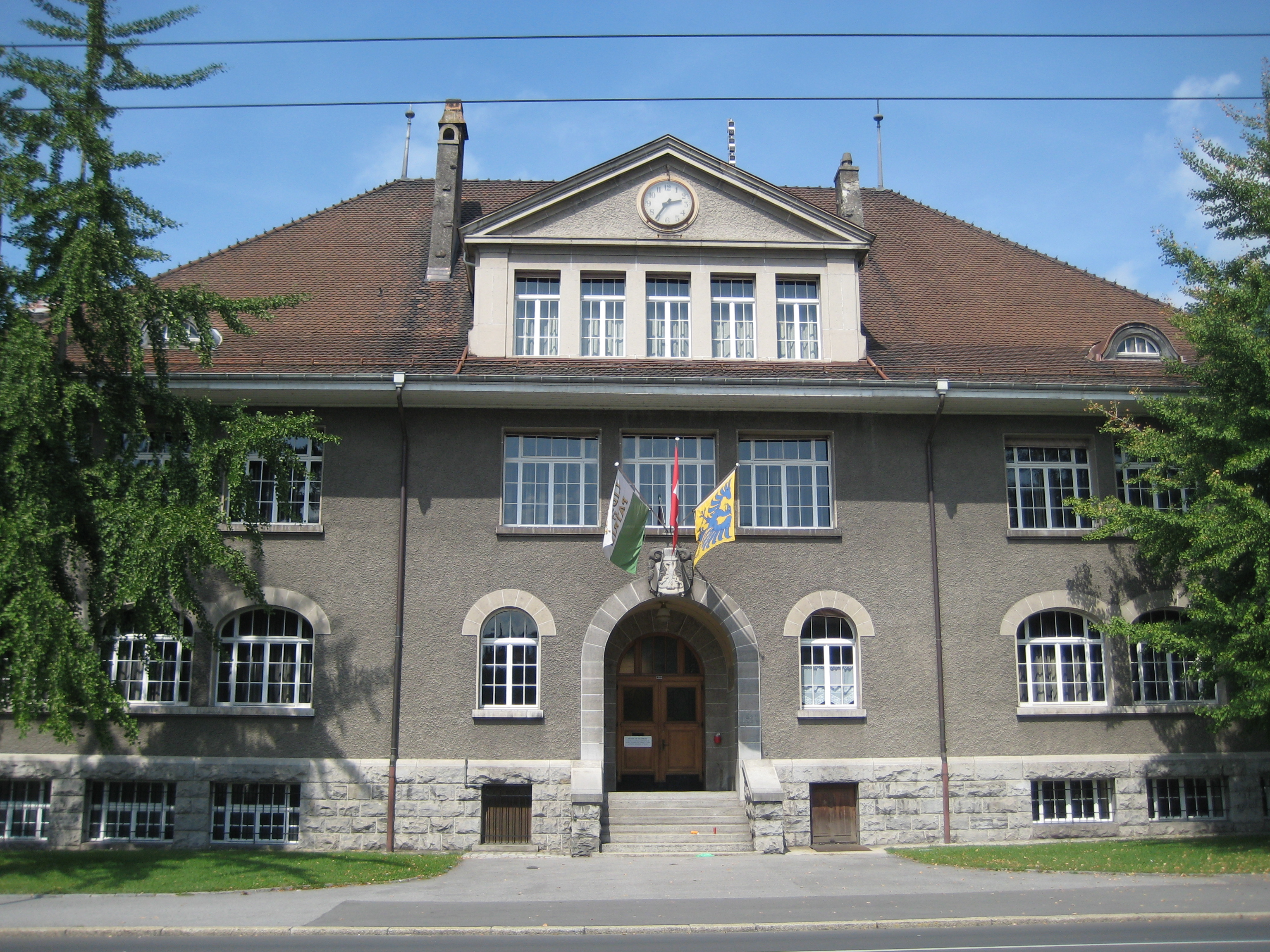
Radnice
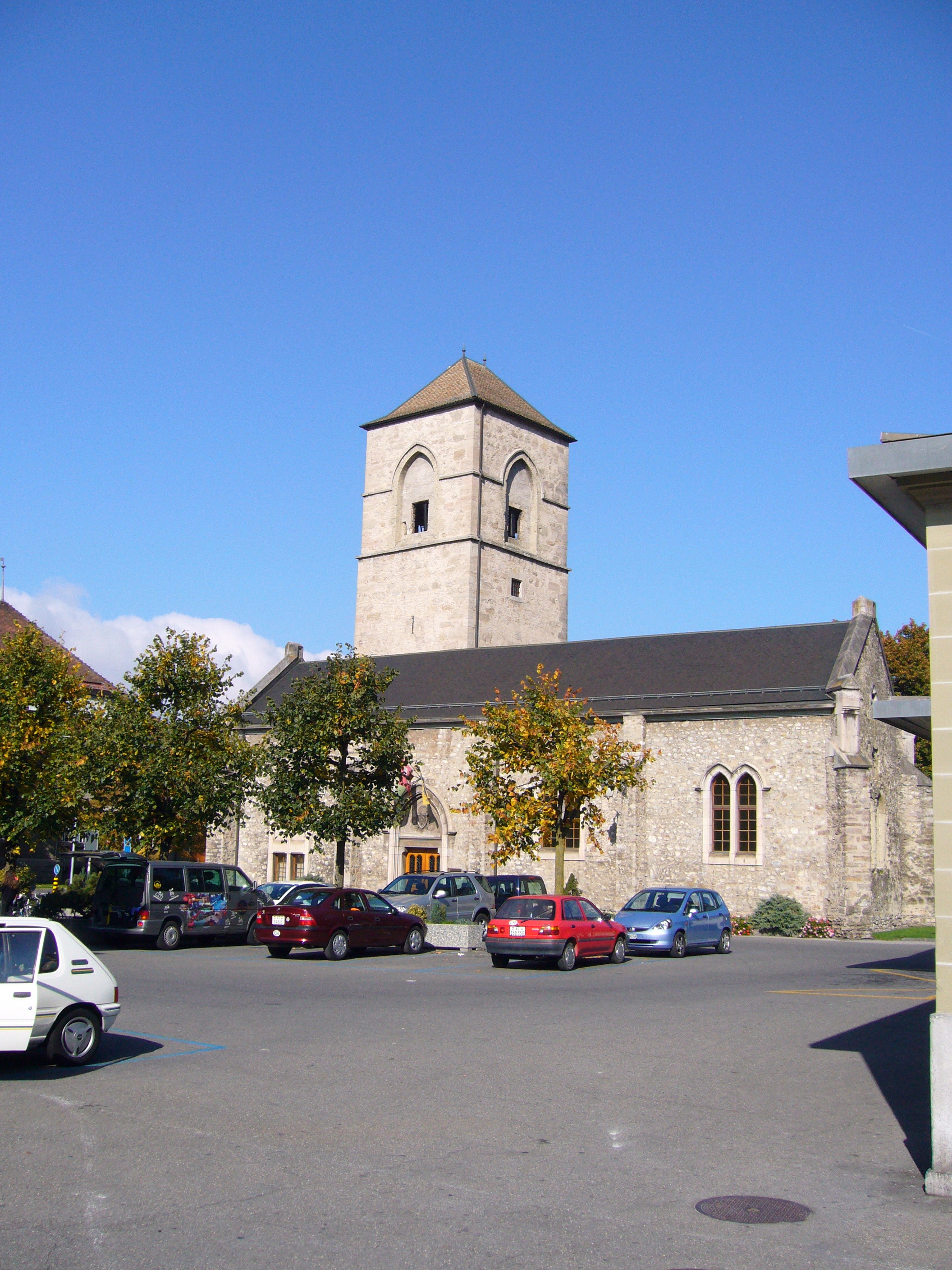
Kostel
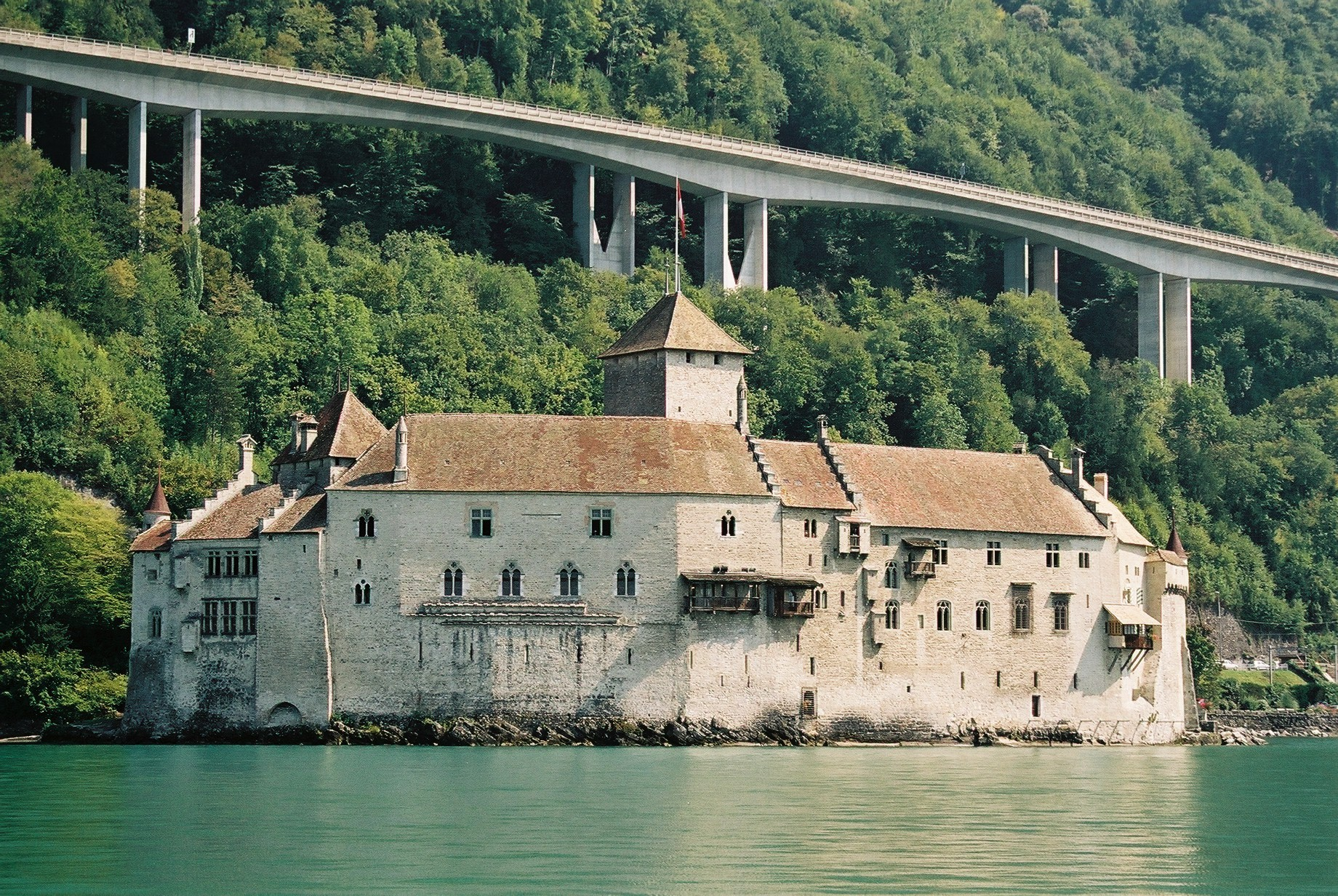
Hrad Chillon
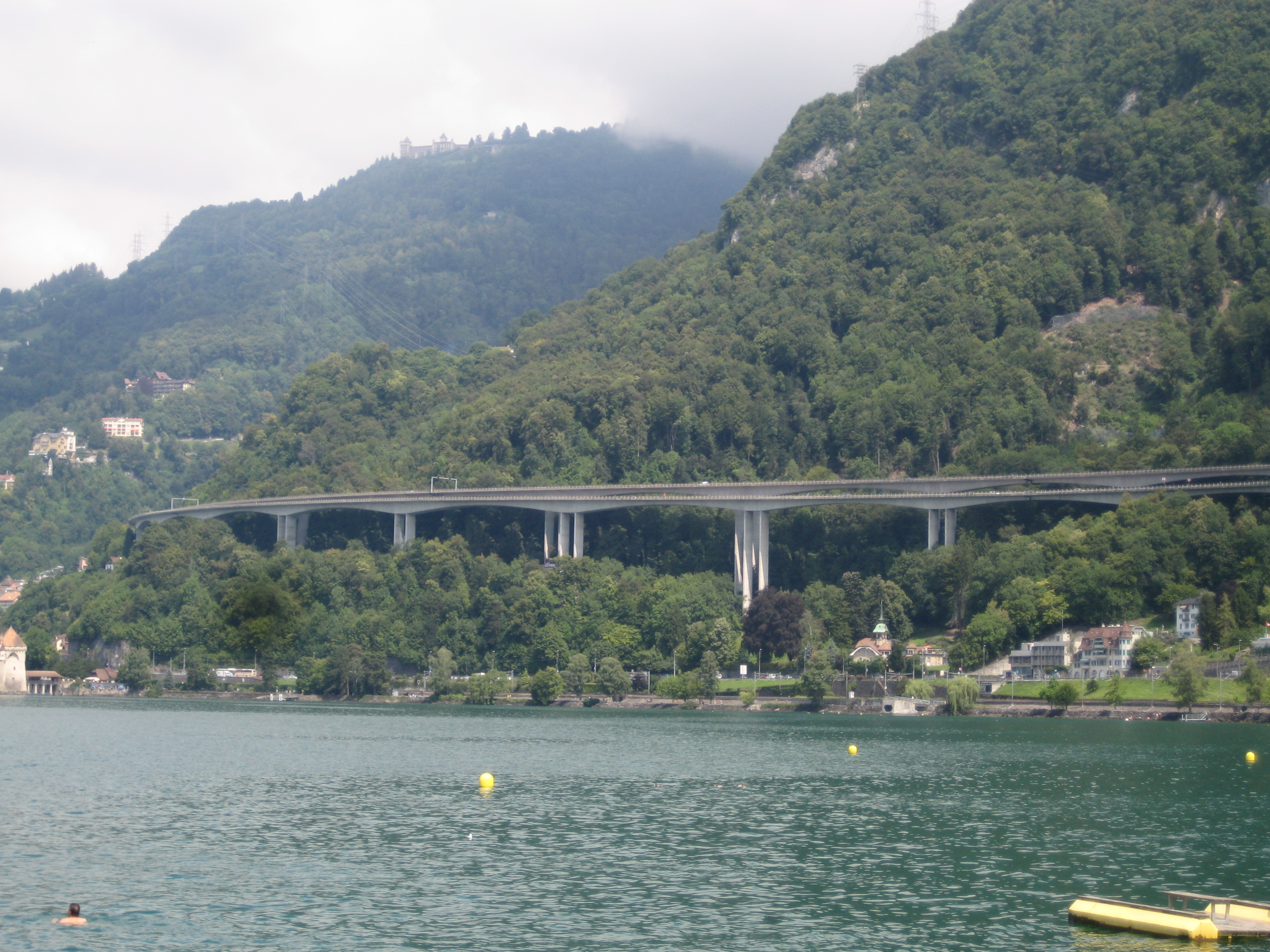
Most Chillon